# أليخاندرو سيرانو
أليخاندرو سيرانو هو سياسي إكوادوري، ولد في 13 يناير 1933 في الإكوادور. انتخب نائب رئيس الإكوادور (5 مايو 2005 – 15 يناير 2007).